# The Serpent Rings
The Serpent Rings è il ventunesimo album in studio del gruppo musicale britannico Magnum, pubblicato nel 2020.

## Tracce
Testi e musiche di Tony Clarkin.
1. Where Are You Eden? – 5:37
2. You Can't Run Faster Than Bullets – 5:40
3. Madman or Messiah – 5:18
4. The Archway of Tears – 6:21
5. Not Forgiven – 5:48
6. The Serpent Rings – 6:47
7. House of Kings – 4:46
8. The Great Unknown – 5:27
9. Man – 5:31
10. The Last One on Earth – 5:35
11. Crimson on the White Sand – 4:53

## Formazione
- Tony Clarkin – chitarra
- Bob Catley – voce
- Dennis Ward – basso
- Rick Benton – tastiera
- Lee Morris – batteria